# Phước Tuy (tỉnh)
Phước Tuy là một tỉnh cũ của Việt Nam Cộng hòa.

## Địa lý
Tỉnh Phước Tuy có vị trí địa lý:
- Phía đông giáp tỉnh Bình Tuy
- Phía tây giáp tỉnh Gia Định
- Phía nam giáp Biển Đông
- Phía bắc giáp tỉnh Biên Hòa và tỉnh Long Khánh.

## Hành chính
Tỉnh Phước Tuy có 5 quận: Đất Đỏ, Long Lễ, Đức Thạnh, Xuyên Mộc, Long Điền được chia thành 29 xã với 129 ấp.
| Dân số tỉnh Phước Tuy qua các năm | Dân số tỉnh Phước Tuy qua các năm | Dân số tỉnh Phước Tuy qua các năm |
| Năm                               | Diện tích (km²)                   | Dân số (người)                    |
| --------------------------------- | --------------------------------- | --------------------------------- |
| 1966                              | 1.927                             | 102.893                           |
| 7/1967                            | 1.927                             | 106.256                           |
| 1971                              | 1.927                             | 124.844                           |

## Lịch sử
Địa bàn tỉnh Phước Tuy gần như là địa bàn tỉnh Bà Rịa – Vũng Tàu ngày nay.
Ngày 22 tháng 10 năm 1956, Tổng thống Việt Nam Cộng hòa Ngô Đình Diệm ban hành Sắc lệnh số 143-NV về việc thành lập tỉnh Phước Tuy trên cơ sở tỉnh Bà Rịa và Vũng Tàu. Tỉnh lỵ đặt tại Phước Lễ (nay là thành phố Bà Rịa).
Ngày 3 tháng 1 năm 1957, tỉnh Phước Tuy có 6 quận, 8 tổng và 41 xã:
- Quận Châu Thành có 3 tổng: An Phú Hạ (nay là thành phố Bà Rịa), An Phú Tân (nay là thị xã Phú Mỹ), Cơ Trạch (nay là huyện Châu Đức). Quận lỵ: Phước Lễ.
- Quận Xuyên Mộc có 1 tổng Nhơn Xương. Quận lỵ: Xuyên Mộc
- Quận Long Điền có 1 tổng: An Phú Thượng. Quận lỵ: Long Điền
- Quận Đất Đỏ có 3 tổng: Phước Hưng Thượng, Phước Hưng Trung, Phước Hưng Hạ. Quận lỵ: Phước Thọ
- Quận Vũng Tàu có 5 xã: Vũng Tàu, Thắng Nhất, Thắng Nhì, Thắng Tam, Phước Cơ.[3] Quận lỵ: Vũng Tàu.
- Quận Cần Giờ có 6 xã: Thạnh An, Thạnh Thới, Cần Thạnh, Tân Thạnh, Đồng Hòa, Long Thạnh. Quận lỵ: Cần Thạnh.

Ngày 20 tháng 3 năm 1958, quận Đất Đỏ sáp nhập vào quận Long Điền và sáp nhập xã Thạnh Thới vào xã Long Thạnh.
Ngày 29 tháng 1 năm 1959, thành lập mới quận Quảng Xuyên thuộc tỉnh Phước Tuy, trên cơ sở tổng An Thít tách từ quận Cần Giuộc, tỉnh Long An. Quận Quảng Xuyên có 4 xã: Bình Khánh, An Thới Đông, Tam Thôn Hiệp và Lý Nhơn. Quận lỵ đặt tại xã An Thới Đông.
Ngày 9 tháng 9 năm 1960, hai quận Cần Giờ và Quảng Xuyên của tỉnh Phước Tuy chuyển sang thuộc tỉnh Biên Hòa.
Ngày 14 tháng 10 năm 1960, quận Đất Đỏ được tái lập.
Ngày 23 tháng 12 năm 1961, thành lập quận Đức Thạnh trên cơ sở 4 xã: Ngãi Giao, Bình Ba, Bình Giã, Hắc Dịch của quận Châu Thành.
Năm 1962, đổi tên quận Châu Thành thành quận Long Lễ.
Năm 1964, thành lập thị xã Vũng Tàu trực thuộc Trung ương trên cơ sở tách quận Vũng Tàu của tỉnh Phước Tuy.
| Dân số tỉnh Phước Tuy năm 1967 | Dân số tỉnh Phước Tuy năm 1967 |
| Quận                           | Dân số (người)                 |
| ------------------------------ | ------------------------------ |
| Đất Đỏ                         | 24.571                         |
| Đức Thạnh                      | 10.290                         |
| Long Điền                      | 26.977                         |
| Long Lễ                        | 35.870                         |
| Xuyên Mộc                      | 5.185                          |
| Tổng số                        | 102.893                        |

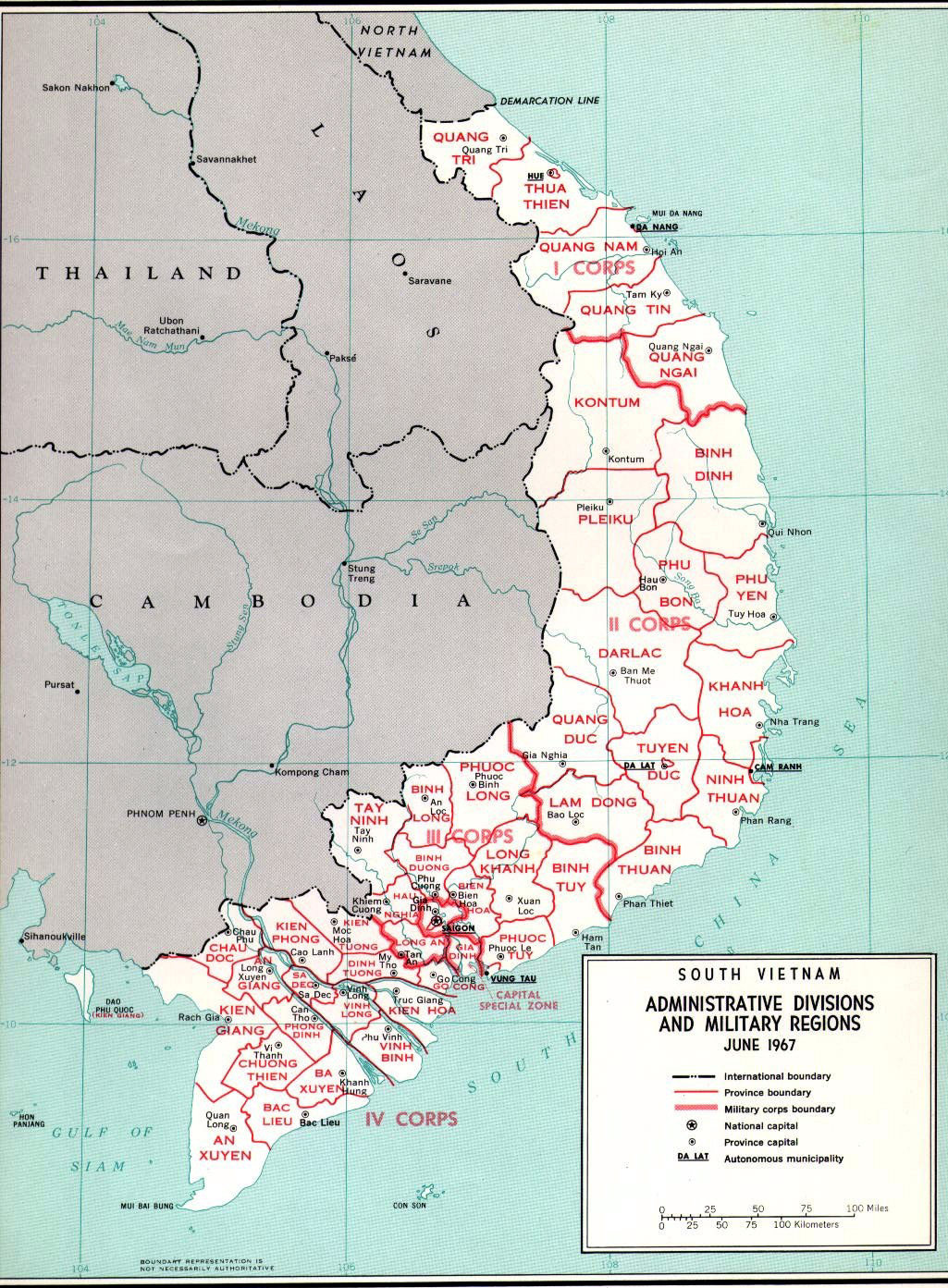
Bản đồ hành chính Việt Nam Cộng hòa năm 1967

Ngày 6 tháng 9 năm 1973, Thủ tướng Trần Thiện Khiêm ban hành Nghị định số 420-BNV/HCĐP/26 (do tổng trưởng Nội vụ là Lê Công Chất ký) về việc sáp nhập các đảo Trường Sa, An Bang, Thái Bình (nguyên văn), Song Tử Đông, Song Tử Tây, Loại Ta, Thị Tứ, Nam Ai (nguyên văn), Sinh Tồn và các đảo phụ cận vào xã Phước Hải, quận Đất Đỏ, tỉnh Phước Tuy.
Sau ngày 30 tháng 4 năm 1975, tỉnh Phước Tuy bị giải thể rồi nhập vào tỉnh Đồng Nai (cũ).

### Sự kiện
Trong chiến tranh Việt Nam, quận Đức Thạnh là nơi diễn ra trận Bình Giã 1964 với chiến thắng thuộc về Quân giải phóng miền Nam.